# Zielony Balonik Cove
Die Zielony Balonik Cove (polnisch Zatoka Zielonego Balonika) ist eine Bucht an der Südküste von King George Island im Archipel der Südlichen Shetlandinseln. Sie liegt zwischen dem Cinder Spur und dem Boy Point.
Polnische Wissenschaftler benannten sie 1981. Namensgeber ist das Krakauer Künstlerkabarett Zielony Balonik (polnisch für Grüner Luftballon).